# Вернон (Флорида)
Вернон (англ. Vernon) — місто (англ. city) в США, в окрузі Вашингтон штату Флорида. Населення — 732 особи (2020).

## Географія
Вернон розташований за координатами 30°36′45″ пн. ш. 85°42′3″ зх. д. / 30.61250° пн. ш. 85.70083° зх. д. (30.612521, -85.700853).  За даними Бюро перепису населення США в 2010 році місто мало площу 12,33 км², з яких 12,32 км² — суходіл та 0,01 км² — водойми.

## Демографія
Згідно з переписом 2010 року, у місті мешкало 687 осіб у 277 домогосподарствах у складі 180 родин. Густота населення становила 56 осіб/км².  Було 360 помешкань (29/км²).
Расовий склад населення:
| - 78,7 % — білих - 14,3 % — чорних або афроамериканців - 3,5 % — корінних американців - 0,3 % — азіатів - 0,1 % — вихідців з тихоокеанських островів - 1,2 % — осіб інших рас |

До двох чи більше рас належало 1,9 %. Частка іспаномовних становила 3,9 % від усіх жителів.
За віковим діапазоном населення розподілялося таким чином: 22,6 % — особи молодші 18 років, 60,8 % — особи у віці 18—64 років, 16,6 % — особи у віці 65 років та старші. Медіана віку мешканця становила 41,1 року. На 100 осіб жіночої статі у місті припадало 94,1 чоловіків;  на 100 жінок у віці від 18 років та старших — 91,4 чоловіків також старших 18 років.
Середній дохід на одне домашнє господарство  становив 39 262 долари США (медіана — 35 458), а середній дохід на одну сім'ю — 37 828 доларів (медіана — 36 912). За межею бідності перебувало 44,0 % осіб, у тому числі 69,3 % дітей у віці до 18 років та 11,1 % осіб у віці 65 років та старших.
Цивільне працевлаштоване населення становило 285 осіб. Основні галузі зайнятості: освіта, охорона здоров'я та соціальна допомога — 18,9 %, роздрібна торгівля — 15,1 %, мистецтво, розваги та відпочинок — 11,9 %, транспорт — 9,1 %.